# Rolf Caroli

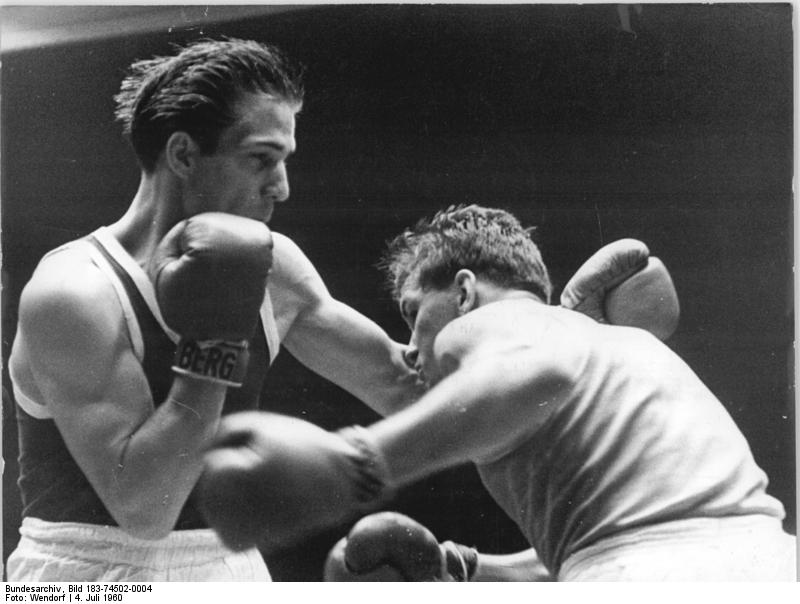
Rolf Caroli (links)

Rolf Caroli (* 23. Dezember 1933 in Halle (Saale); † 10. Juni 2007 ebenda) war ein deutscher Boxer. Er gewann bei den Europameisterschaften der Amateurboxer 1955, 1957 und 1959 jeweils die Bronzemedaille im Halbmittelgewicht.

## Werdegang
Rolf Caroli wuchs in Halle auf und begann dort mit seinem Bruder Georg Ende der 1940er Jahre bei der ZSG KWU „Fichte“ Halle zu boxen. Zu diesem Zeitpunkt war das Amateurboxen, nicht aber das Berufsboxen, in der damaligen Sowjetischen Besatzungszone verboten. 1951 wechselte er, das Amateurboxen war inzwischen ebenfalls erlaubt, zu Wissenschaft Halle. Dort erzielte er sehr schnelle Fortschritte und entwickelte sich zu einem hervorragenden Stilisten.
1955 wurde er mit einem Sieg im Endkampf über Nagel vom SC Traktor Schwerin erstmals DDR-Meister im Halbmittelgewicht, nachdem er im Halbfinale Detlef Büchsenschuß vom SC Einheit Berlin geschlagen hatte. Sein Bruder Georg Caroli war schon 1954 DDR-Meister im Weltergewicht geworden und zu Beginn des Jahres 1955 in die Bundesrepublik Deutschland geflüchtet.
Rolf Caroli startete 1955 bei der Europameisterschaft in West-Berlin. Er gewann dort im Halbmittelgewicht gegen Andresen, Dänemark, und Burke, Irland. Im Halbfinale stand er Dscharerjan aus der Sowjetunion gegenüber, gegen den er nach Punkten verlor. Mit dem Erreichen des Halbfinales hatte er schon die EM-Bronzemedaille gewonnen. In einem Länderkampf DDR gegen Ungarn in Berlin stand ihm der zweifache Olympiasieger László Papp gegenüber. Rolf Caroli ging mit diesem Ausnahmeboxer glatt über die Runden und verlor nur nach Punkten.
1956 wurde Rolf Caroli mit einem Sieg über Johann Braun aus Karl-Marx-Stadt (heute Chemnitz) erneut DDR-Meister im Halbmittelgewicht. In der darauf folgenden gesamtdeutschen Olympiaausscheidung unterlag er gleich im ersten Kampf gegen Peter Kienast aus Hamborn, der ihn zweimal zu Boden schickte, nach Punkten und verfehlte damit das Olympiaticket für die Spiele in Melbourne.
1957 gewann Rolf Caroli bei der DDR-Meisterschaft durch einen Abbruchsieg in der 3. Runde über Detlef Büchsenschuß zum dritten Mal in Folge den Titel im Halbmittelgewicht. Er war auch bei der Europameisterschaft in Prag wieder am Start. Dort gewann er gegen Backman, Finnland, nach Punkten und gegen Oostrum, Niederlande, durch Abbruch in der 3. Runde. Im Halbfinale unterlag er gegen den Italiener Nino Benvenuti nur knapp nach Punkten und gewann damit erneut eine EM-Bronzemedaille.
1958 erreichte Rolf Caroli bei der DDR-Meisterschaft im Halbmittelgewicht hinter Detlef Büchsenschuß und Jens Thomsen vom SC Aufbau Magdeburg nur den 3. Platz. Internationale Meisterschaften fanden in diesem Jahr nicht statt. Bei einem Länderkampf DDR gegen Polen in Rostock besiegte er Leszek Wasilowski nach Punkten.
Den vierten DDR-Meistertitel gewann er 1959. Er besiegte dabei im Endkampf Johann Braun, inzwischen für den SC Karl-Marx-Stadt startend. Bei der Europameisterschaft in Luzern gewann Rolf Caroli im Halbmittelgewicht gemeinsam mit Dragoslav Jakovljević aus Jugoslawien hinter Nino Benvenuti und Henryk Dampc aus Polen erneut die EM-Bronzemedaille.
Im Jahre 1960 siegte Rolf Caroli vor Rolf Irmisch vom SC Dynamo Berlin, Hans-Dieter Neidel vom SC Traktor Schwerin und Erich Posorski vom SC Motor Karl-Marx-Stadt erneut bei der DDR-Meisterschaft im Halbmittelgewicht. Ihm gelang dann auch die Qualifikation für die gesamtdeutsche Olympiamannschaft für die Spiele in Rom. Dort unterlag er schon in der ersten Runde gegen Außenseiter Pedro Votta aus Uruguay und schied aus.
Nach 1960 beendete Rolf Caroli seine erfolgreiche Laufbahn. Er wurde für die nächsten zwanzig Jahre Nachwuchstrainer beim SC Chemie Halle und lebte danach als Rentner in Halle. Caroli liegt auf dem Gertraudenfriedhof in Halle begraben. 